# Кубок лиг
Ку́бок лиг (англ. Leagues Cup) — ежегодный североамериканский турнир по футболу, проводящийся между клубами MLS (США и Канада) и Лиги MX (Мексика). Первый турнир был проведён в июле 2019 года, в нём приняли участие четыре команды из обеих лиг, он проводился на выбывание и проходил в США, а финал состоялся в Лас-Вегасе 18 сентября 2019 года.
В 2023 году турнир был расширен: теперь он включает в себя все клубы MLS и Лиги MX и функционирует как региональный кубок североамериканского региона КОНКАКАФ, охватывающий Канаду, Мексику и США. Три лучшие команды Кубка лиг, независимо от страны, квалифицируются в Кубок чемпионов КОНКАКАФ, а чемпион получает пропуск в 1/8 финала.

## Формат
В Кубке лиг 2019 года четыре клуба из каждой лиги участвовали в турнире на выбывание с участием восьми команд, причём первые два раунда принимал клуб MLS. Участвующие команды MLS в первом выпуске были приглашёнными, но в более поздних выпусках планируется использовать результаты лиги для квалификации; Четыре участника Liga MX были выбраны на основе результатов их лиги. Четвертьфиналы были сыграны 23–24 июля, а полуфиналы - 20 августа. Первый финал был сыгран 18 сентября на стадионе Сэма Бойда в Лас-Вегасе, штат Невада.
Начиная с выпуска 2023 года, в Кубке лиг в настоящее время участвуют все команды MLS и Liga MX — всего 47 команд, 77 матчей которых пройдут в США и Канаде. 15 лучших команд из каждой лиги распределяются по 15 группам на основе их результатов в лиге в предыдущем сезоне, а остальные команды распределяются на основе географической близости. Групповой этап состоит из трёх матчей по круговой системе, и две лучшие команды выходят в плей-офф. В стадию плей-офф проходят две команды: действующий чемпион Кубка MLS и чемпион Liga MX с самым высоким рейтингом из предыдущих Апертуры и Клаусуры. Стадия плей-офф – система на выбывание по фиксированной сетке.

## История
Клубы Высшей лиги футбола и Лиги MX ранее играли в Североамериканской Суперлиге, которая проходила с 2007 по 2010 год. Обе лиги также отправляют клубы в Лигу чемпионов КОНКАКАФ, в которой доминируют мексиканские клубы, и Кубок Чемпионов, одиночный матч игравшийся между победителем Кубка MLS и Чемпиона чемпионов. Обе лиги начали планировать двухнациональное соревнование с участием восьми команд, чтобы дополнить Лигу чемпионов и предоставить мексиканским клубам матчи, которые заменят Кубок Либертадорес в их календаре уже в 2018 году. В марте 2018 года MLS и Лига MX объявили о новом партнёрстве с целью создания Кубка Чемпионов и изучения вариантов проведения других двунациональных соревнований между своими клубами.
29 мая 2019 года было объявлено о проведении турнира Кубка лиг, в первом из которых примут участие восемь команд, которые будут играть летом. Объявление о турнире было раскритиковано футбольными критиками в Соединённых Штатах, которые назвали его бессмысленным товарищеским матчем и «захватом денег» для американских клубов. Ассоциация игроков MLS также выразила обеспокоенность по поводу проведения турнира из-за загруженности расписания в летнее время.  Стадион Сэма Бойда в Лас-Вегасе позже был объявлен местом проведения финала, а контракт на трансляцию турнира был заключен с ESPN и TUDN (ранее Сеть Univision Deportes). Это событие также транслировалось по телевидению на TSN и TVA Sports в Канаде и Televisa в Мексике.
В июле 2019 года MLS и Лига MX объявили, что во втором розыгрыше Кубка лиг в 2020 году примут участие 16 команд — по восемь из каждой лиги. Участники MLS будут выбраны из четырёх лучших команд каждой конференции, которые не проходят квалификацию в Лигу чемпионов КОНКАКАФ; В состав участников Liga MX войдут чемпион Apertura 2019 года, чемпион Клаусуры 2020 года, чемпион Копа MX 2019–20 годов и следующие пять команд, занявших лучшие места в лиге. Турнир был отменён 19 мая 2020 года из-за Пандемии COVID-19.  Формат из восьми команд дебютировал в Кубке лиг 2021 года, который проводился в августе и сентябре. В финале на стадионе «Аллигант» в Лас-Вегасе мексиканский клуб «Леон» победил «Сиэтл Саундерс», первого американского финалиста в истории соревнования.
14 апреля 2022 года MLS и Лига MX анонсировали презентацию Кубка лиг 2022 года, которая пройдёт с 3 августа 2022 года на стадионе Соу-Фай Стэдиум в Инглвуде, Калифорния. Мероприятие включало в себя два матча: Лос-Анджелес Гэлакси против Гвадалахара и Лос-Анджелес против Клуба Америка. 30 июня 2022 года было объявлено, что презентация Кубка лиг будет расширена и будет включать ещё три матча: «Цинциннати» против «Гвадалахара» на стадионе TQL в Цинциннати, штат Огайо; «Нэшвилл» против «Клуба Америка» на стадионе «Геодис Парк» в Нэшвилле, штат Теннесси, 21 сентября; и «Реал Солт-Лейк» против «Атласа» на стадионе «Америка Фёрст Филд» в Сэнди, штат Юта, 22 сентября. Эти мероприятия послужили единовременной заменой ранее запланированного Кубка лиг 2022 года, который не состоялся из-за перегруженности матчей чемпионата мира по футболу 2022 года и других факторов.
Начиная с расширенного Кубка чемпионов КОНКАКАФ 2024 года, Кубок лиг будет использоваться в качестве квалификационного турнира для команд из Северной Америки. Начиная с 2023 года, в Кубке лиг участвовали все клубы MLS и Liga MX во время месячной паузы в соответствующих сезонах, при этом три путёвки в Кубок чемпионов были предоставлены финалистам и занявшему третье место, а победитель квалифицировался непосредственно в 1/8 финала. Футбольный клуб «Интер Майами» выиграл первый расширенный турнир в 2023 году под руководством лучшего бомбардира Лионеля Месси.

## Трофей
Трофей Кубка лиг был открыт в сентябре 2019 года и представляет собой серебряную чашу весом 22 фунта (10,0 кг) на пьедестале. Его высота составляет 16,5 дюймов (42 см), а ширина — 16,1 дюйма (41 см). Копия трофея будет подарена победителям через 12 месяцев вместе с оригинальным трофеем.

## Вещание
С 2023 года все матчи Кубка лиг транслируются по всему миру на MLS Season Pass, платформе онлайн-трансляции, управляемой Apple под брендом Apple TV. Все матчи сопровождаются комментариями на английском и испанском языках, а матчи с участием канадских команд также сопровождаются комментариями на французском языке. Определённую группу матчей также планируется транслировать по телевизионным сетям с использованием собственных съёмочных групп, включая Fox Sports и TUDN в США; и TSN и RDS в Канаде.

## Финалы
| №. | Год  | Победитель                        | Счёт                              | Финалист                          | Стадион                           | Город                             | Пос.                              |
| -- | ---- | --------------------------------- | --------------------------------- | --------------------------------- | --------------------------------- | --------------------------------- | --------------------------------- |
| 1  | 2019 | Крус Асуль                        | 2–1                               | УАНЛ                              | Стадион Сэма Бойда                | Уитни, Невада                     | 20,132                            |
| –  | 2020 | (Отменён из-за Пандемии COVID-19) | (Отменён из-за Пандемии COVID-19) | (Отменён из-за Пандемии COVID-19) | (Отменён из-за Пандемии COVID-19) | (Отменён из-за Пандемии COVID-19) | (Отменён из-за Пандемии COVID-19) |
| 2  | 2021 | Леон                              | 3–2                               | Сиэтл Саундерс                    | Стадион Аллегиант                 | Парадайс (Невада)                 | 24,824                            |
| –  | 2022 | (Чемпион не выявлен)              | (Чемпион не выявлен)              | (Чемпион не выявлен)              | (Чемпион не выявлен)              | (Чемпион не выявлен)              | (Чемпион не выявлен)              |
| 3  | 2023 | Интер Майами                      | 1–1 10–9 (п.)                     | Нэшвилл                           | Геодис Парк                       | Нашвилл                           | 30,109                            |
| 4  | 2024 | Коламбус Крю                      | 3–1                               | Лос-Анджелес                      | Лоуэр-дот-ком Филд                | Коламбус                          | 20,190                            |

## Победители

### По клубам
| Клуб           | Победитель | Финалист | Год победы | Год финала |
| -------------- | ---------- | -------- | ---------- | ---------- |
| Крус Асуль     | 1          | 0        | 2019       |            |
| Леон           | 1          | 0        | 2021       |            |
| Интер Майами   | 1          | 0        | 2023       |            |
| Коламбус Крю   | 1          | 0        | 2024       |            |
| УАНЛ           | 0          | 1        |            | 2019       |
| Сиэтл Саундерс | 0          | 1        |            | 2021       |
| Нэшвилл        | 0          | 1        |            | 2023       |
| Лос-Анджелес   | 0          | 1        |            | 2024       |

## Внешние ссылки
- leaguescup.com (англ.) — официальный сайт Кубок лиг